# 錫爾基山 (奧魯羅省)
18°57′57″S 66°39′38″W / 18.96583°S 66.66056°W

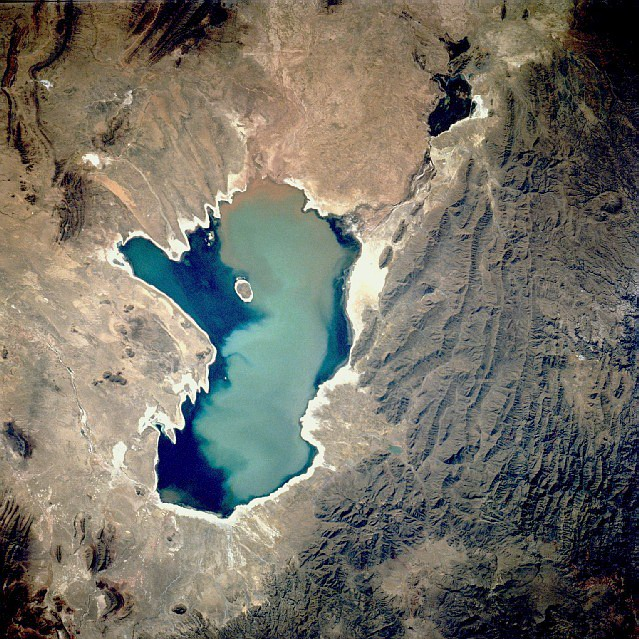

錫爾基山（Sirk'i），是玻利維亞的山峰，位於該國奧魯羅省的塞瓦斯蒂安帕加多爾省，處於波波湖以東、丘爾皮里山西北面、維拉西爾卡山以東，屬於安第斯山脈的一部分，海拔高度4,962米。